# Santa Maria (Torres Novas)
Santa Maria ist ein Ort und eine ehemalige Gemeinde (Freguesia) im portugiesischen Kreis Torres Novas. Die Gemeinde hatte 5020 Einwohner (Stand 30. Juni 2011).
Am 29. September 2013 wurden die Gemeinden Torres Novas (Santa Maria), Torres Novas (Salvador) und Torres Novas (Santiago) zur neuen Gemeinde União das Freguesias de Torres Novas (Santa Maria, Salvador e Santiago) zusammengeschlossen. Torres Novas (Santa Maria) ist Sitz dieser neu gebildeten Gemeinde.